# Perissomastix meruicola
Perissomastix meruicola är en fjärilsart som beskrevs av László Anthony Gozmány. Perissomastix meruicola ingår i släktet Perissomastix och familjen äkta malar. Inga underarter finns listade i Catalogue of Life.